# Laurierfamilie
De Laurierfamilie (Lauraceae) is een familie van bedektzadige planten. De familie bestaat wereldwijd uit zo'n twee à drieduizend soorten, verdeeld over zo'n vijftig geslachten. Ze komen over het algemeen voor in warme en tropische gebieden, met name in Zuidoost-Azië en Brazilië.
Het APG II-systeem (2003) plaatst deze familie en orde in de clade Magnoliiden, waarmee ze dus expliciet uitgesloten is van de 'nieuwe' Tweezaadlobbigen.
In Wikipedia worden de volgende soorten in aparte artikelen behandeld:
- Apollonias barbujana
- Cinnamomum camphora (Kamferboom)
- Cinnamomum verum (Kaneelboom)
- Laurus azorica
- Laurus nobilis (Laurier)
- Laurus novocanariensis
- Ocotea foetens (Stinklaurier)
- Ocotea bullata (Stinkhout)
- Persea americana (Avocado)
- Persea indica

## Genera
Geslachten die wel genoemd worden als horend tot deze familie (de taxonomie van de familie is zeer dynamisch en genera verschijnen en verdwijnen met regelmaat):
- Actinodaphne
- Adenodaphne
- Aiouea
- Alseodaphne
- Anaueria
- Aniba
- Apollonias
- Aspidostemon
- Beilschmiedia
- Brassiodendron
- Caryodaphnopsis
- Chlorocardium
- Cinnadenia
- Cinnamonum
- Clinostemon
- Cryptocarya
- Dehaasia
- Dicypellium
- Dodecadenia
- Endiandra
- Endlicheria
- Eusideroxylon
- Gamanthera
- Hexapora
- Hypodaphnis
- Iteadaphne
- Kubitzkia
- Laurus
- Licaria
- Lindera
- Litsea
- Mezilaurus
- Nectandra
- Neocinnamomum
- Neolitsea
- Nothaphoebe
- Ocotea
- Paraia,
- Persea
- Phoebe
- Phyllostemonodaphne
- Pleurothyrium
- Potameia
- Potoxylon
- Povedadaphne
- Ravensara
- Rhodostemonodaphne
- Sassafras
- Syndiclis
- Triadodaphne
- Umbellularia
- Urbanodendron
- Williamodendron